# Dragon Ball Z: Broly – The Legendary Super Saiyan
Dragon Ball Z: Broly – The Legendary Super Saiyan, originalmente como Dragon Ball Z: Burn Up!! A Close Fight - A Violent Fight - A Super Fierce Fight (ドラゴンボールZ とびっきりの最強対最強, Moetsukiro!! Nessen – Ressen - Chōgekisen, literalmente Eleve seu Espirito ao Máximo! A Perigosa Batalha Sangrenta) (Brasil: Dragon Ball Z: O Poder Invencível, Dragon Ball Z: Broly - O Lendário Super Saiyajin / Portugal: Dragon Ball Z: Uma Batalha Ardente) é o oitavo filme de Dragon Ball Z, publicado pela primeira vez no dia 6 de março de 1993, entre os episódios 176 e 177. A dublagem brasileira foi feita pelo estúdio Álamo.[carece de fontes?] A popularidade do antagonista Broly rendeu duas sequências: Kiken na futari! Super senshi wa nemurenai e Super senshi gekiba!! Katsu no wa ore da.

## Enredo
Enquanto Goku e Chichi fazem uma entrevista para matricular Gohan em uma escola, os outros personagens se divertem em um piquenique. Em seu planeta, o Senhor Kaioh sente uma grande destruição vinda da Galáxia Sul. O piquenique é interrompido quando uma nave pousa no local. Dela surge um Saiyajin chamado Paragas, que corre até Vegeta chamado-o de rei. Ele convida Vegeta para ser o rei do Novo Planeta Vegeta e pede sua ajuda para derrotar o Lendário Super Saiyajin. Apesar de ter suas suspeitas de que o Lendário Super Saiyajin realmente exista, Vegeta aceita a proposta. Ele é acompanhado por Gohan, Kuririn, Mestre Kame, Oolong e o Trunks do Futuro. O Senhor Kaioh contacta Goku mentalmente e este se teletransporta para seu planeta. Após uma grande refeição Goku se teletransporta para a Galáxia Sul em busca do indivíduo que a está destruindo. Chegando no Novo Planeta Vegeta, Paragas introduz a todos seu filho Broly. Algum tempo depois, Vegeta e Broly partem em busca do Lendário Super Saiyajin enquanto Gohan, Kuririn e Trunks exploram o planeta. Eles se surpreendem ao ver que a única área bem construída é o palácio real e seus arredores. Gohan e Kuririn também descobrem que os trabalhadores locais vieram do planeta Shamo e são mantidos escravos pelos soldados de Paragas. Seguindo o Ki do Lendário Super Saiyajin, Goku aparece no Novo Planeta Vegeta e se encontra com os outros. Durante a noite Vegeta e Broly retornam ao palácio. Broly se enfurece ao ver Goku mas se acalma quando seu pai ativa um misterioso aparelho. Preocupado, Paragas leva o aparelho até um de seus cientistas para se certificar que ele não está com defeito. Após a manutenção é revelado, através de um flashback de Paragas, que Broly nasceu com um poder descomunal que superava inúmeros Saiyajins experientes. Com o passar dos anos, Broly tinha dificuldades em controlar esse poder e por isso sofreu de constantes ataques de fúria. Para controlar seu filho, Paragas construiu um dispositivo que suprimi o Ki e colocou na cabeça de Broly. O aparelho que Paragas carrega é o controle que ativa o dispositivo. Após algum tempo de refleção, Paragas se lembra que Goku e Broly nasceram no mesmo dia e Goku não deixava o Broly dormir por causa de seu choro. Paragas chega a conclusão de que foi o choro de Goku que atormentou Broly por toda a sua vida.
Na madrugada, Broly invade o quarto dos Guerreiros Z e ataca Goku. Os dois batalham até que Paragas aparece e acalma seu filho. Os dois retornam ao palácio e Goku percebe que o Ki do Broly é o mesmo Ki do Lendário Super Saiyajin. Na manhã seguinte, Vegeta se prepara para voltar para a Terra com seus companheiros. Gohan, Kuririn e Trunks contam a Vegeta que todo o planeta está em ruínas e trazem os habitantes de Shamo para irem embora com eles. Antes que os Guerreiros pudessem partir, Broly se enfurece novamente e se transforma no Lendário Super Saiyajin, provocando a quebra do dispositivo em sua cabeça devido a sobrecarga de energia. Ele então começa a lutar contra Goku, Gohan e Trunks enquanto Vegeta entra em um estado de choque. Paragas se aproxima dele e conta que os levou até o Novo Planeta Vegeta para que realizar sua vingança contra seu pai, o Rei Vegeta. Poucos depois de Broly nascer, no dia em que Freeza explodiu o Planeta Vegeta, o Rei Vegeta viu Broly como uma ameaça ao seu império e por isso atacou Paragas e perfurou a barriga de Broly, deixando os dois para morrerem pela perda de sangue. Contudo, Broly conseguiu criar uma esfera de energia que ele usou para fugir do planeta enquanto carregava seu pai. Ele também revela que o Novo Planeta Vegeta está prestes a colidir com um cometa, Camori. Sem muito esforço, Broly derrota seus oponentes. Piccolo, que chegou no planeta com uma nave, salva os três e os entrega algumas Sementes dos Deuses. A batalha recomeça mas Broly continua vencendo. Vegeta se recupera após conversar com Piccolo e se junta a luta. Paragas percebe que seu filho se tornou incontrolável e decidi fugir em uma nave-casulo, mas Broly estrassalha a nave com Paragas dentro e a arremessa no cometa Camori. O único guerreiro que resta de pé é Goku. Ele reúne a energia restante de Gohan, Trunks e Piccolo mas se recusa a atacar enquanto não obter a de Vegeta. O cometa Camori se aproxima do planeta e Vegeta entrega sua energia a Goku. Broly e Goku se atacam simultaneamente e Goku atinge o local onde Broly foi ferido pelo Rei Vegeta. Goku lança seu Ki dentro de Broly e ele aparentemente explode. O cometa Camori colide com o Novo Planeta Vegeta mas Goku utiliza seu teletransporte para levar todos até a nave de Piccolo e eles retornam para a Terra. Goku e Gohan vão para casa onde encontram Chichi furiosa por Goku ter saído durante a entrevista.

## Personagens exclusivos do filme

### Paragas
Paragas (パラガス, Paragasu) foi o pai de Broly e antagonista secundário do filme. Quando seu filho nasceu, Paragas se orgulhou do seu enorme poder. Após ter deixado o Planeta Vegeta, Paragas se tornou um nômade planetário pois Broly vivia causando terror nos planetas onde eles se alojavam. Ele então constrói o aparelho que controla o Ki de Broly e começa sua vingança. Ele também pretendia dominar a Terra por causa de seu ambiente agradável.

## Dublagem
| Personagem       | Seiyu           | Dublador        | Dobrador             |
| ---------------- | --------------- | --------------- | -------------------- |
| Son Goku         | Masako Nozawa   | Wendell Bezerra | Henrique Feist       |
| Broly            | Bin Shimada     | Dado Monteiro   | Miguel Feijão        |
| Paragus          | Iemasa Kayumi   | Ricardo Bressan | Paulo Espírito Santo |
| Vegeta           | Ryo Horikawa    | Alfredo Rollo   | Ricardo Spínola      |
| Son Gohan        | Masako Nozawa   | Fátima Noya     | Henrique Feist       |
| Kuririn          | Mayumi Tanaka   | Fábio Lucindo   | Fernanda Figueiredo  |
| Trunks do Futuro | Takeshi Kusao   | Ricardo Sawaya  | Henrique Feist       |
| Piccolo          | Toshio Furukawa | Cassius Romero  | Vítor Rocha          |
| Mestre Kame      | Kõhei Miyauchi  | Gileno Santoro  | Ricardo Spínola      |
| Oolong           | Noaki Tatsuta   | Angélica Santos | Ricardo Spínola      |
| Senhor Kaioh     | Jõji Yanami     | Walter Breda    | António Semedo       |
| Chichi           | Naoko Watanabe  | Raquel Marinho  | Fernanda Figueiredo  |
| Bulma            | Hiromi Tsuru    | Tânia Gaidarji  | Cristina Cavalinhos  |
| Narrador         | Jõji Yanami     | Daoiz Cabezudo  | António Semedo       |

## Músicas
Abertura 
- Cha-La Head-Cha-La
  - Letra: Yukinojō Mori. Música: Chiho Kiyooka. Arranjo musical: Kenji Yamamoto. Vocal: Hironobu Kageyama

 Música de fundo
- Tsubasa o Kudasai (翼をください, Abençoe-me com Asas)
  - Arranjo musical: Kenji Yamamoto. Vocal: Mayumi Tanaka

 Encerramento 
- 1.バーニング・ファイト-熱戦・烈戦・超激戦 (Bāningu Faito --Nessen - Ressen - Chôgekisen, Luta Ardente: A Perigosa Batalha Sangrenta)
  - Letra: Dai Satõ. Música: Takeshi Ike. Arranjo musical: Kenji Yamamoto. Vocal: Hironobu Kageyama e YUKA